# Saint-Priest-en-Murat
Saint-Priest-en-Murat – miejscowość i gmina we Francji, w regionie Owernia-Rodan-Alpy, w departamencie Allier.

## Demografia
Według danych na rok 1990 gminę zamieszkiwały 243 osoby, a gęstość zaludnienia wynosiła 10 osób/km². W styczniu 2015 r. Saint-Priest-en-Murat zamieszkiwało 215 osób, przy gęstości zaludnienia wynoszącej 8,8 osób/km².